# Ganjam
La Ganjam est une race de mouton domestique originaire d'Inde. Elle appartient au groupe des races à poils d'Inde du Sud et est élevée pour sa viande.

## Origine et distribution

État d'Orissa, également nommé Odisha, zone de présence de la race Ganjam.

La race est présente dans l'état d'Orissa, dans l'est du pays, et tire son nom du District de Ganjam. Elle peut être aperçue dans les districts de Ganjam, Gajapati, Rayagada, Koraput, et dans une partie des districts de Phulbani (maintenant divisé en Kandhamal et Boudh), Nayagarh, Khordha et de Puri. Bien adaptée à la région, elle est une des deux races principales de cet état, l'autre étant la Balangir,.

## Description
Le Ganjam est un mouton de taille moyenne, couvert d'une toison de poils marron à fauve foncé. Certains animaux peuvent présenter des taches blanches ou être entièrement blancs. La queue est courte et mince. Le bélier pèse en moyenne 28 kg pour une hauteur de 68 cm au garrot mais peut dépasser les 40 kg pour près de 80 cm. La brebis, plus petite, pèse en moyenne 24 kg pour une hauteur de 65 cm. Seuls les mâles portent des cornes,.

## Élevage et production
Le Ganjam est essentiellement élevé pour sa viande.
La période de reproduction s'étale de juillet à octobre. Un bélier est mature entre 8 et 12 mois, tandis que la brebis l'est un peu après son onzième mois. Les agnelages ont lieu de novembre à février. La brebis met bas un seul agneau, très rarement deux. La prolificité de la race est de 1.02 en moyenne. L'agneau pèse 2,31 kg à la naissance. La lactation dure 4 mois. Le lait est rarement consommé et est réservé aux agneaux.
Les excréments des animaux sont aussi vendus comme fumier.

## État de la population
Le recensement de 1972 annonce une population de 300 000 individus ; en 2013, la FAO évalue sa population aux alentours de 100 000 têtes. En 2007, la FAO classe la race au statut « non menacé ».

#### Articles
- [Arora 2010] (en) R. Arora, S. Bhatia et A. Jain, « Morphological and genetic characterization of Ganjam sheep », Animal Genetic Resources,‎ 2010, p. 1-9 (DOI 10.1017/S2078633610000627, lire en ligne)